# Gortyna
Gortyna  este un oraș în Grecia în Prefectura Arcadia.